# Brett Hull
Pour les articles homonymes, voir Hull.
Temple de la renommée : 2009
Temple de la renommée américain : 2008
Brett Andrew Hull (né le 9 août 1964 à Belleville, en Ontario, Canada) est un joueur de hockey sur glace professionnel ayant la double nationalité canado-américaine. Surnommé « The Golden Brett » en référence au surnom de son père, Bobby Hull, « Golden Jet », Brett Hull est reconnu comme un des meilleurs buteurs de la Ligue nationale de hockey avec un tir des poignets puissant et précis, en particulier sur des tirs sur réception (one timer) ; il était classé troisième meilleur marqueur en carrière dans l'histoire de la Ligue nationale de hockey avec (741) buts. Hull avait la réputation d'être franc et à de nombreuses occasions a critiqué la ligue, l'Association des joueurs et même certains aspects du jeu.
Hull commence sa carrière dans la LNH en 1986 avec les Flames de Calgary puis après deux nouvelles saisons avec les Flames, Hull rejoint les Blues de Saint-Louis. Il y reste dix ans avant de signer en 1998-1999 avec les Stars de Dallas, année où il remporte la Coupe Stanley. Deux ans plus tard, il rejoint les Red Wings de Détroit et remporte avec eux une nouvelle fois la Coupe Stanley en saison 2001-2002. Après trois saisons avec Détroit, Hull joue une dernière saison avec les Coyotes de Phoenix en 2005-2006. Il est admis au Temple de la renommée du hockey en 2009.

## Biographie

### Son enfance et ses débuts

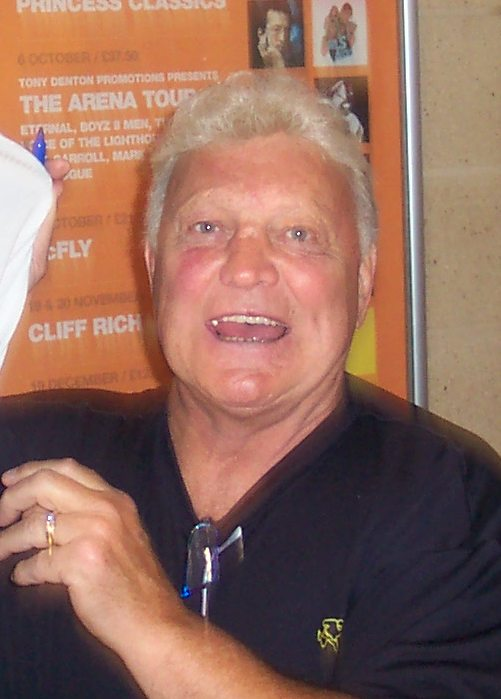
Bobby Hull, le père de Brett.

Brett est un des cinq enfants de la famille Hull ; il est le cadet de Bobby Jr. né en 1961 et Blake en 1962 et l'aîné de Bart né en 1969 et Michelle en 1970. Les quatre autres enfants de la famille sont tous nés à Chicago, le patriarche, Bobby Hull, évoluant pour les Black Hawks de Chicago. Ainsi, seul Brett naît dans la ville de l'Ontario de Belleville entre deux saisons de la LNH, le 9 août 1964. Sa mère, Joanne, travaille en tant que patineuse professionnelle pour des spectacles des hôtels Hilton.
Il joue son premier match de hockey à l'âge de 4 ans dans un club de Chicago alors qu'il ne sait pas encore patiner. En juin 1971, alors que Brett est âgé de sept ans, Bobby Hull signe un contrat d'un million de dollars avec la nouvelle ligue d'Amérique du Nord : l'Association mondiale de hockey. Huit ans plus tard, les parents Hull divorcent et Joanne, ayant obtenu la garde des enfants, emmène tout le monde à Vancouver au Canada.

### Avec les Knights puis les Bulldogs
Brett Hull rejoint ainsi les rangs midget puis est appelé à participer au camp d'entraînement des Knights de Penticton de la Ligue de hockey junior de la Colombie-Britannique (également désignée par le sigle BCJHL, pour British Columbia Junior Hockey League) en 1982, selon lui en raison de son nom de famille.
Il parvient à se faire une place dans l'équipe et pour sa première saison dans la BCJHL, il inscrit près de cinquante buts. Lors de sa deuxième saison avec les Knights, il décroche plusieurs records de la ligue. Il inscrit ainsi cent-cinq buts et cent-quatre-vingt-huit points, deux records toujours d'actualité en 2012. Parmi tous ces buts, il inscrit trente buts en supériorité numérique, record qui sera égalé à quatre reprises par la suite et même dépassé en 1993-1994 de deux buts par Dany Bousquet. En 1992-1993, la ligue de la Colombie-Britannique renomme son trophée remis au meilleur pointeur « trophée Brett-Hull ».
Après ses deux saisons dans la ligue junior, Brett Hull participe au repêchage d'entrée de la Ligue nationale de hockey de 1984. Il est alors choisi par les Flames de Calgary lors du sixième tour, le 114e joueur au total.
Au lieu de rejoindre la LNH, il préfère poursuivre sa scolarité et ainsi, il rejoint les Bulldogs de l'Université de Minnesota-Duluth. Dès sa première saison, il est élu meilleur joueur recrue de son équipe mais également de l'intégralité de la Western Collegiate Hockey Association (également désignée par le sigle WCHA), division du championnat universitaire dans laquelle les Bulldogs évoluent. Il inscrit trente-deux buts, un record pour les Bulldogs, alors que son équipe termine à la première place de la WCHA. Les Bulldogs accèdent ainsi par la suite au Frozen Four mais sont éliminés en demi-finale par les Engineers de Rensselaer, futurs champions de la NCAA. Les Bulldogs sont battus sur le score de 6-5 au bout de la troisième prolongation mais obtiennent finalement la troisième place du tournoi en battant les Eagles de Boston College 7-6 après une prolongation.
En 1985-1986, les Bulldogs terminent quatrièmes de leur association mais perdent au premier tour des séries éliminatoires contre les Pioneers de Denver. Malgré tout, Hull est finaliste du trophée Hobey-Baker remis annuellement au meilleur joueur de la NCAA et il est également sélectionné dans l'équipe des meilleurs joueurs de la WCHA. Lors de cette deuxième saison, il décroche de nombreux records de l'équipe : cinquante-deux buts, vingt en supériorité, sept coups du chapeau et treize matchs avec plus d'un point.

### Carrière professionnelle

#### Avec les Flames

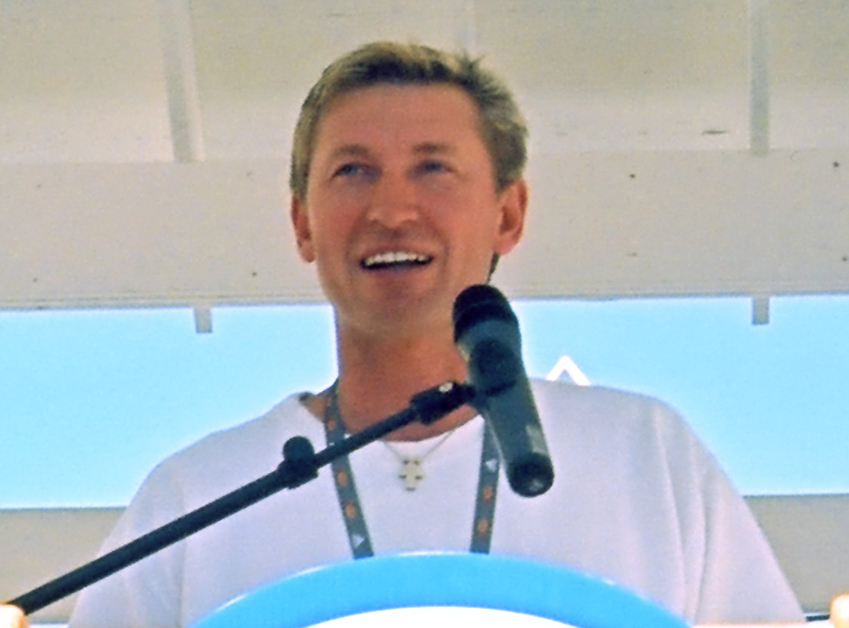
Quand Hull débute dans la LNH, la ligue est dominée par Wayne Gretzky.

La bonne saison de Hull est remarquée par les Flames qui décident de faire appel à lui pour deux rencontres de la finale de la Coupe Stanley qu'ils perdent contre les Canadiens de Montréal. Bien qu'étant né au Canada, Hull a la double nationalité et il est sélectionné avec l'équipe des États-Unis pour jouer le championnat du monde 1986 qui se déroule à Moscou en URSS. Les États-Unis manquent la qualification pour la phase finale après avoir perdu cinq rencontres pour seulement deux victoires. Sixième de la première poule, les Américains se maintiennent dans le championnat élite en remportant leurs trois rencontres de la poule de maintien. En dix rencontres jouées par Hull lors du championnat, il inscrit onze points, le meilleur total des États-Unis et le neuvième total de tout le tournoi.
Hull quitte le monde amateur en rejoignant les Golden Flames de Moncton de la Ligue américaine de hockey, l'équipe affiliée aux Flames. Il passe ainsi la majorité de la saison 1986-1987, jouant soixante-sept des quatre-vingt rencontres dans la LAH. Il comptabilise à la fin du calendrier 92 points, le meilleur total de l'équipe et le troisième total de la LAH derrière Tim Tookey, joueur des Bears de Hershey avec 124 points, et Alain Lemieux, qui compte 97 points pour les Skipjacks de Baltimore. Troisièmes de la saison régulière, les Golden Flames de Moncton sont éliminés au premier tour des séries de la Coupe Calder par les Red Wings de l'Adirondack. Hull joue également quelques rencontres de la saison régulière puis des séries éliminatoires avec Calgary. Sa bonne saison dans la LAH lui vaut l'honneur de recevoir le trophée Dudley-« Red »-Garrett du meilleur joueur recrue de la ligue et également une sélection dans la première équipe d'étoiles.
Le joueur canado-américain joue toute la saison suivante avec les Flames. Le 15 novembre, il inscrit le premier coup du chapeau de sa carrière lors d'une victoire 8-4 contre les Canucks de Vancouver. Le 7 mars 1988, il est échangé aux Blues de Saint-Louis en compagnie de Steve Bozek et en retour de Rick Wamsley et de Rob Ramage. À la fin de la saison, les Blues sont qualifiés pour les séries alors que Brett Hull compte quatorze points en treize rencontres jouées sous ses nouvelles couleurs. Les Blues sont néanmoins éliminés au deuxième tour des séries.

#### Avec les Blues
La 1988-1989 est une bonne saison pour Hull qui termine à la première place des pointeurs de son équipe avec quarante-et-un buts, quarante-trois aides et donc un total de quatre-vingt-quatre points. Deuxièmes de la division Norris, les Blues sont une nouvelle fois éliminés au deuxième tour des séries.
Associé à Adam Oates, Hull décroche ses premiers records dans la LNH à la fin de la saison suivante : il totalise soixante-douze buts, un record de la LNH pour un ailier droit et est le meilleur buteur de toute la LNH cette saison. Avec cent-treize points, il est le cinquième pointeur de la saison, Wayne Gretzky finissant premier avec cent-quarante-deux points. L'histoire se répète pour les Blues puisque, qualifiés pour les séries avec la deuxième place de la division, ils perdent au deuxième tour des séries. Malgré ce nouveau revers, Hull est mis en avant par la LNH : il reçoit le trophée Lady Byng en tant que joueur avec le meilleur esprit sportif de toute la LNH. Il est également désigné membre de la première équipe d'étoiles de la LNH.
Lors de la saison 1990-1991, il augmente encore son total de points en comptant quatre-vingt-six points à la fin du calendrier. Hull domine le classement des buteurs avec plus de trente buts d'avance sur ses dauphins, Theoren Fleury, Steve Yzerman et Cam Neely. Il a l'honneur de recevoir deux trophées de la part de la LNH. Il reçoit ainsi le trophée Hart en tant que meilleur joueur du calendrier. Il remporte le trophée vingt-cinq ans après son père vainqueur en 1964-1965 et 1965-1966. Brett Hull est également récompensé en recevant le trophée Lester-B.-Pearson du meilleur joueur selon ses pairs. La malédiction des Blues en série se poursuit puisqu'ils sont une nouvelle fois éliminés en finale de division en perdant contre les North Stars du Minnesota, équipe ayant terminé trente-sept points derrière les Blues au classement de la saison régulière.
Fin août, début septembre 1991, Hull est sélectionné pour faire partie de l'équipe des États-Unis pour la Coupe Canada 1991 alors que juste avant les débuts de la compétition, l'équipe américaine se voit privée de son entraîneur, Bob Johnson opéré d'une tumeur au cerveau. Les États-Unis terminent deuxième de la première phase derrière l'équipe du Canada et sont qualifiés pour les demi-finales. Ils y battent la Finlande sur le score de 7-3 mais perdent en finale contre les Canadiens. Avec neuf points en huit rencontres, Hull est le troisième pointeur du tournoi derrière Wayne Gretzky, douze points, et Steve Larmer, onze points.
Il devient capitaine de l'équipe en 1992-1993. Brett a marqué 50 buts en 50 matchs deux fois dans sa carrière. Seul Wayne Gretzky le dépasse avec trois saisons de 50 buts et plus en 50 matchs.

#### Fin de carrière
Le 9 octobre 2000, Brett dépasse la marque de son père en marquant son 611e but dans la LNH. Bobby et Brett Hull est le seul duo père-fils à avoir chacun atteint le plateau des 600 buts en carrière.
Le 6 août 2004, Hull signe un contrat de deux ans avec les Coyotes de Phoenix. Cette équipe est en réalité la prolongation des Jets de Winnipeg qui a retiré par le passé le maillot numéro 9 porté par Bobby Hull. À la suite de cette signature de Brett avec les Coyotes, Bobby obtient de son ancienne équipe que son fils puisse porter son numéro. La saison 2004-2005 de la LNH est annulée en raison d'un lock-out et finalement Hull ne joue que cinq rencontres au cours de la saison 2005-2006 avant de prendre sa retraite au cours de sa dix-neuvième saison.
Les Blues de Saint-Louis ont retiré son chandail numéro 16 le 5 décembre 2006 pour honorer sa carrière. Il travaillait à titre de conseiller spécial au directeur général pour les Stars lors qu'il fut promu au poste de directeur général des Stars de Dallas le 13 novembre 2007. Une statue en son honneur est dévoilée devant le Scottrade Center, patinoire des Blues.

## Statistiques

### Carrière en club
Le jour de sa retraite, Brett Hull compte (741) buts et 650 passes décisives soit un total de 1 391 points. Il était alors le troisième meilleur buteur de l'histoire de la LNH après Wayne Gretzky (894) et Gordie Howe (801). Mais , ceux ci ont été dépassé par Alexander Ovechkin mais , Hull ajoute également à ses statistiques 202 rencontres lors des séries éliminatoires, dont 103 buts, le quatrième meilleur total de l'histoire derrière Gretzky, Mark Messier et Jari Kurri.
| Saison     | Équipe                       | Ligue      |       | Saison régulière | Saison régulière | Saison régulière | Saison régulière | Saison régulière |     | Séries éliminatoires | Séries éliminatoires | Séries éliminatoires | Séries éliminatoires | Séries éliminatoires |
| Saison     | Équipe                       | Ligue      | PJ    | B                | A                | Pts              | Pun              | PJ               | B   | A                    | Pts                  | Pun                  |                      |                      |
| 1982-1983  | Knights de Penticton         | BCJHL      | 50    | 48               | 56               | 104              | 27               |                  |     |                      |                      |                      |                      |                      |
| 1983-1984  | Knights de Penticton         | BCJHL      | 56    | 105              | 83               | 188              | 20               |                  |     |                      |                      |                      |                      |                      |
| 1984-1985  | Bulldogs de Minnesota-Duluth | WCHA       | 48    | 32               | 28               | 60               | 12               |                  |     |                      |                      |                      |                      |                      |
| 1985-1986  | Bulldogs de Minnesota-Duluth | WCHA       | 42    | 52               | 32               | 84               | 46               |                  |     |                      |                      |                      |                      |                      |
| 1985-1986  | Flames de Calgary            | LNH        |       |                  |                  |                  |                  | 2                | 0   | 0                    | 0                    | 0                    |                      |                      |
| 1986-1987  | Golden Flames de Moncton     | LAH        | 67    | 50               | 42               | 92               | 16               | 3                | 2   | 2                    | 4                    | 2                    |                      |                      |
| 1986-1987  | Flames de Calgary            | LNH        | 5     | 1                | 0                | 1                | 0                | 4                | 2   | 1                    | 3                    | 0                    |                      |                      |
| 1987-1988  | Flames de Calgary            | LNH        | 52    | 26               | 24               | 50               | 12               |                  |     |                      |                      |                      |                      |                      |
| 1987-1988  | Blues de Saint-Louis         | LNH        | 13    | 6                | 8                | 14               | 4                | 10               | 7   | 2                    | 9                    | 4                    |                      |                      |
| 1988-1989  | Blues de Saint-Louis         | LNH        | 78    | 41               | 43               | 84               | 33               | 10               | 5   | 5                    | 10                   | 6                    |                      |                      |
| 1989-1990  | Blues de Saint-Louis         | LNH        | 80    | 72               | 41               | 113              | 24               | 12               | 13  | 8                    | 21                   | 17                   |                      |                      |
| 1990-1991  | Blues de Saint-Louis         | LNH        | 78    | 86               | 45               | 131              | 22               | 13               | 11  | 8                    | 19                   | 4                    |                      |                      |
| 1991-1992  | Blues de Saint-Louis         | LNH        | 73    | 70               | 39               | 109              | 48               | 6                | 4   | 4                    | 8                    | 4                    |                      |                      |
| 1992-1993  | Blues de Saint-Louis         | LNH        | 80    | 54               | 47               | 101              | 41               | 11               | 8   | 5                    | 13                   | 2                    |                      |                      |
| 1993-1994  | Blues de Saint-Louis         | LNH        | 81    | 57               | 40               | 97               | 38               | 4                | 2   | 1                    | 3                    | 0                    |                      |                      |
| 1994-1995  | Blues de Saint-Louis         | LNH        | 48    | 29               | 21               | 50               | 10               | 7                | 6   | 2                    | 8                    | 0                    |                      |                      |
| 1995-1996  | Blues de Saint-Louis         | LNH        | 70    | 43               | 40               | 83               | 30               | 13               | 6   | 5                    | 11                   | 10                   |                      |                      |
| 1996-1997  | Blues de Saint-Louis         | LNH        | 77    | 42               | 40               | 82               | 10               | 6                | 2   | 7                    | 9                    | 2                    |                      |                      |
| 1997-1998  | Blues de Saint-Louis         | LNH        | 66    | 27               | 45               | 72               | 26               | 10               | 3   | 3                    | 6                    | 2                    |                      |                      |
| 1998-1999  | Stars de Dallas              | LNH        | 60    | 32               | 26               | 58               | 30               | 22               | 8   | 7                    | 15                   | 4                    |                      |                      |
| 1999-2000  | Stars de Dallas              | LNH        | 79    | 24               | 35               | 59               | 43               | 23               | 11  | 13                   | 24                   | 4                    |                      |                      |
| 2000-2001  | Stars de Dallas              | LNH        | 79    | 39               | 40               | 79               | 18               | 10               | 2   | 5                    | 7                    | 6                    |                      |                      |
| 2001-2002  | Red Wings de Détroit         | LNH        | 82    | 30               | 33               | 63               | 35               | 23               | 10  | 8                    | 18                   | 4                    |                      |                      |
| 2002-2003  | Red Wings de Détroit         | LNH        | 82    | 37               | 39               | 76               | 22               | 4                | 0   | 1                    | 1                    | 0                    |                      |                      |
| 2003-2004  | Red Wings de Détroit         | LNH        | 81    | 25               | 43               | 68               | 12               | 12               | 3   | 2                    | 5                    | 4                    |                      |                      |
| 2005-2006  | Coyotes de Phoenix           | LNH        | 5     | 0                | 1                | 1                | 0                |                  |     |                      |                      |                      |                      |                      |
| Totaux LNH | Totaux LNH                   | Totaux LNH | 1 269 | 741              | 650              | 1 391            | 458              | 202              | 103 | 87                   | 190                  | 73                   |                      |                      |

### Carrière internationale
| Année | Équipe     | Compétition          |    | PJ | B | A  | Pts | Pun                    |  | Résultat |
| 1986  | États-Unis | Championnat du monde | 10 | 7  | 4 | 11 | 18  | Sixième place          |  |          |
| 1991  | États-Unis | Coupe Canada         | 8  | 2  | 7 | 9  | 0   | Défaite en finale      |  |          |
| 1996  | États-Unis | Coupe du monde       | 7  | 7  | 4 | 11 | 4   | Victoire en finale     |  |          |
| 1998  | États-Unis | Jeux olympiques      | 4  | 2  | 1 | 3  | 0   | Cinquième place        |  |          |
| 2002  | États-Unis | Jeux olympiques      | 6  | 3  | 5 | 8  | 6   | Médaille d'argent      |  |          |
| 2004  | États-Unis | Coupe du monde       | 2  | 0  | 0 | 0  | 0   | Défaite en demi-finale |  |          |

## Trophées personnels et honneurs
- 1983-1984 : meilleur buteur et pointeur de la BCJHL ;
- 1984-1985 : meilleur joueur recrue de la WCHA ;
- 1986-1987 :
  - meilleur joueur recrue de la LAH ;
  - sélectionné dans la première équipe d'étoiles de la LAH ;
- 1989-1990 :
  - joue le 40e Match des étoiles de la LNH ;
  - sélectionné dans la première équipes d'étoiles de la LNH ;
  - Trophée Lady Byng ;
- 1990-1991
  - joue le 41e Match des étoiles de la LNH ;
  - sélectionné dans la première équipes d'étoiles de la LNH ;
  - Trophée Hart ;
  - Trophée Lester-B.-Pearson ;
- 1991-1992 :
  - joue le 42e Match des étoiles de la LNH ;
  - sélectionné dans la première équipes d'étoiles de la LNH ;
- 1992-1993 : joue le 43e Match des étoiles de la LNH ;
- 1993-1994 : joue le 44e Match des étoiles de la LNH ;
- 1995-1996 : joue le 46e Match des étoiles de la LNH ;
- 1995-1996 : joue le 47e Match des étoiles de la LNH ;
- 1997 : admis au Temple de la renommée des Bulldogs[39] ;
- 1998-1999 : remporte la Coupe Stanley avec les Stars de Dallas ;
- 2000-2001 : joue le 51e Match des étoiles de la LNH ;
- 2001-2002 : remporte la Coupe Stanley avec les Red Wings de Détroit ;
- Le 3 février 2006, le numéro 29 qu'il portait du temps des Bulldogs est retiré par l'université[40],[41] ;
- Le 5 décembre 2006, le numéro 16 qu'il portait avec les Blues de Saint-Louis est retiré ;
- 2008 : admis au Temple de la renommée du hockey des États-Unis ;
- 2009 : admis au Temple de la renommée du hockey ;
- 2017 : nommé parmi les 100 plus grands joueurs de la LNH à l'occasion du centenaire de la ligue[42].

## Parenté dans le sport
- Fils de l'ancien joueur Bobby Hull.
- Neveu de l'ancien joueur Dennis Hull.